# Munda (Salomonseilanden)
Munda is de grootste plaats op het eiland New Georgia in de westelijke provincie van de Salomonseilanden. De plaats ligt aan de zuidwestpunt (Munda Point) van New Georgia. De Roviana lagune ligt net buiten de kust bij Munda.
Munda Point is van origine een kokosplantage van de Australiër Norman Wheatly. Tijdens de Tweede Wereldoorlog bouwden de Japanners er een vliegveld dat dienstdeed als uitvalsbasis richting Guadalcanal. De aanleg van het vliegveld begon op 24 november 1942. Het vliegveld in wording werd op 3 december door Amerikaanse piloten ontdekt en op 9 december vonden de eerste bombardementen plaats. Ondanks hevige bombardementen konden de Japanners het vliegveld blijven gebruiken tot het op 6 augustus 1943 vanaf land veroverd werd door Amerikaanse troepen in de New Georgia-campagne van de geallieerden.
Vandaag de dag is het vliegveld nog steeds in gebruik. Het wordt voornamelijk gebruikt voor toeristen die komen sportduiken op de vele wrakken uit de Tweede Wereldoorlog. Een van de bekendste wrakken voor de kust van New Georgia is de Japanse Kasi Maru.